# (14576) Jefholley
(14576) Jefholley (1998 QO92) – planetoida z pasa głównego asteroid okrążająca Słońce w ciągu 3,52 lat w średniej odległości 2,31 j.a. Odkryta 28 sierpnia 1998 roku.